# Solidões
Pour plus de détails, voir Fiche technique et Distribution.
Solidões (Solitudes) est un film brésilien écrit et réalisé par Oswaldo Montenegro, sorti en 2013. 

## Fiche technique
- Titre original : Solidões / Solitudes
- Réalisation : Oswaldo Montenegro
- Scénario : Oswaldo Montenegro
- Production : Kamila Pistori
- Production exécutive : Madalena Salles
- Société de production : Oswaldo Montenegro Produções Artísticas
- Musique : Oswaldo Montenegro
- Montage : Oswaldo Montenegro, Glaúcio Ayala
- Pays d'origine : Brésil
- Langue d'origine : Anglais, Portugais
- Genre : Drame, romance
- Durée : 94 minutes (1 h 34)
- Date de sortie :
  -  Brésil : 13 septembre 2013

## Distribution
- Vanessa Giácomo
- Kamila Pistori : Aninha
- Renato Góes (pt) : João Só
- Renato Luciano : Pedro Paulo Lucas
- Oswaldo Montenegro : Demônio
- Gabriela Carneiro
- Pedro Nercessian